# Sinatra (software)
Sinatra es un framework para aplicaciones web de software libre, código abierto y lenguaje específico del dominio escrito en Ruby. Es una alternativa a otros frameworks para aplicaciones web como Ruby on Rails, Merb, Nitro, Camping, y Rango. Sinatra depende de Rack como interfaz de servidor web.
Diseñado y desarrollado por Blake Mizerany, Sinatra es pequeño y flexible. Sinatra no sigue el típico patrón modelo vista controlador que se ve en otros frameworks, como Ruby on Rails. En su lugar, se enfoca en la "rápida creación de aplicaciones web en Ruby con el mínimo esfuerzo."
Algunas destacadas compañías que usan Sinatra son BBC, Engine Yard, Heroku, GitHub, y Songbird. Heroku provee la mayor parte del apoyo para el desarrollo de Sinatra.
Mizerany y Adam Wiggins de Heroku introdujeron y hablaron sobre Sinatra en RubyConf 2008.

## Frameworks inspirados por Sinatra
Sinatra ha inspirado a muchos microframeworks en otros lenguajes.

### PHP
- Fat-Free
- Fitzgerald
- Glue
- klein
- Limonade
- MiMViC (enlace roto disponible en Internet Archive; véase el historial, la primera versión y la última).
- Silex
- Slim

### JavaScript
- Express
- Picard
- Roundabout
- Sammy

### Python
- Bottle
- Denied (was an April Fools joke.[6] See Flask for a serious effort by the same author.)
- itty
- Juno

### Erlang
- Fresh

### Groovy
- Graffiti
- Ratpack
- Ratpack

### Scala
- Scalatra

### .NET
- Nancy

### Perl
- Dancer
- Mojolicious::Lite

### Java
- Spark